# Lista de distritos de Santa Quitéria (Ceará)
A cidade de Santa Quitéria está dividida em 11 distritos.

## Distritos
| #   | Distritos             | População   | Criação |
| --- | --------------------- | ----------- | ------- |
| 1°  | Santa Quitéria (Sede) |             | 1856    |
| 2°  | Macaraú               | 8.924 hab.  |         |
| 3°  | Lisieux               | 10.426 hab. |         |
| 4°  | Trapiá                | 4.245 hab.  |         |
| 5°  | Saco do Belém         | 2.141 hab.  |         |
| 6°  | Malhada Grande        | 2.304 hab.  |         |
| 7°  | Riacho das Pedras     | 1.232 hab.  | 2017    |
| 8°  | Raimundo Martins      | 2.496 hab.  |         |
| 9°  | Logradouro            | 1.099 hab.  | 2017    |
| 10° | Sangradouro           |             | 2020    |
| 11° | Areal                 |             | 2020    |